# Harriet the Spy (film 2010)
Harriet the Spy, andato poi in onda nelle repliche come Harriet la spia (Harriet the Spy: Blog Wars) è un film TV del 2010, diretto da Ron Oliver e con protagonista Jennifer Stone. È il secondo adattamento cinematografico del libro per ragazzi Professione? Spia!, di Louise Fitzhugh e seguente l'adattamento del 1996 Harriet, la spia.
Il film è stato trasmesso in prima tv su Disney Channel America il 26 marzo 2010, mentre in Italia sulla stessa rete televisiva il 22 ottobre 2010.

## Cast
- Jennifer Stone: Harriet Welsh
- Alexander Conti: Sport Rocque
- Melinda Shankar: Janie Gibbs
- Wesley Morgan: Skander Hill
- Vanessa Morgan: Marion Hawthorne
- Shauna MacDonald: Violetta Welsh
- Aislinn Paul: Beth Ellen
- Kiana Madeira: Rachael Hennessy
- Doug Murray: Rodger Welsh
- Kristin Booth: Golly Gibbs
- Ma'tay Williams: Marcus James
- Ann Turnball: Ms. Finch
- Danny Smith: Tim James
- Peter Mooney: Lazaar James
- Adam Chuckryk: President St. John
- Craig Brown: Steven James
- Kristi Angus: Tiffany St. John
- Madison Cipparone: Poppy Malone
- Joshua John-Robert Williams: Keith Andrews
- Savanna Mims: Angie Mitchell

## Trama
Harriet Welsh (Jennifer Stone) è una studentessa che, sin da piccola, annota sui suoi taccuini i comportamenti e i modi di fare delle persone che vede nella vita di tutti i giorni. Ama scrivere e aspira a diventare la blogger della scuola.
Per ottenere il titolo di blogger della scuola però dovrà competere con la blogger in carica, Marion.
Per conquistare l'ambito titolo, Harriet inizia a indagare sul famoso cantante Skander Hill (Wesley Morgan), ma lui la incolpa di essere una spia. Nonostante ciò, Harriet ottiene alla fine il titolo di blogger della scuola, in seguito alla squalifica di Marion.

## Promozione
Il primo trailer negli Stati Uniti del film è stato trasmesso durante la prima TV del film StarStruck - Colpita da una stella.
Il primo trailer italiano è stato mandato in onda durante il primo episodio di Buona fortuna Charlie.